# Prionotus miles
Prionotus miles és una espècie de peix pertanyent a la família dels tríglids.

## Descripció
- Fa 25 cm de llargària màxima.[4][5]

## Hàbitat
És un peix marí, associat als esculls de corall i de clima tropical.

## Distribució geogràfica
Es troba al Pacífic sud-oriental: les illes Galápagos.

## Observacions
És inofensiu per als humans.